# Walter von Schönberg
Walter Felix Wolf von Schönberg, auch Walther von Schönberg, (* 13. August 1861 in Naumburg (Saale); † 23. Dezember 1926 in Bückeburg) war preußischer Generalmajor und Rechtsritter des Johanniterordens.

## Leben
Walter von Schönberg stammte aus der sächsischen Adelsfamilie von Schönberg und war der zweitälteste Sohn des Landgerichtsrates Wolf Ferdinand Franz von Schönberg (1825–1911), der dem Rittergut der Familie in Kreipitzsch juristisch zur Seite stand, und der Henriette Rabe. Mutter Henriette stammte aus Naumburg. Bernhard von Schönberg war sein Onkel, der Kammerherr und Gutsherr Franz von Schönberg war sein Großvater.
Mitte 1887 heiratete Schönberg in Weimar Magda Marie Gräfin zu Rantzau, eine Tochter von Heinrich zu Rantzau und Marie, geborene von Hoepfner. Aus dieser Ehe gingen zwei Söhne hervor, die im Ersten Weltkrieg fielen. Die Tochter Jetta-Maria (1888–1912) war mit dem kgl. preuß. Oberleutnant Friedrich von Haugwitz verheiratet, der auch 1914 fiel.
1882 trat er in das 5. Thüringische Infanterie-Regiment Nr. 94 (Großherzog von Sachsen) ein, wurde 1883 Sekondeleutnant und 1892 Premierleutnant. Im gleichen Jahr ging er zum Infanterie-Regiment „Graf Bose“ (1. Thüringisches) Nr. 31. 1895 wurde er als Adjutant der 34. Infanterie-Brigade kommandiert und kam dort in das Großherzoglich Mecklenburgische Füsilier-Regiment „Kaiser Wilhelm“ Nr. 90. Am 27. Januar 1897 zum Hauptmann befördert, wurde er ein Jahr später Kompaniechef im Kaiser Franz Garde-Grenadier-Regiment Nr. 2, kam 1900 zum II. Seebataillon nach Wilhelmshaven und wur hier Chef der 2. Kompanie. 1903 folgte seine Versetzung zum 6. Pommerschen Infanterie-Regiment Nr. 49. 1904 wurde er Adjutant der 5. Division und in dieser Position 1905 zum Major befördert.
Von Ende April 1914 bis Mitte September 1914 war er als Oberst Kommandeur des Niederrheinischen Füsilier-Regiment Nr. 39.
Vom 23. Dezember 1917 bis 19. März 1919 war Schönberg letzter Kommandeur der 33. Infanterie-Division. Die Division war im März/April 1918 beim Unternehmen Michael eingesetzt, dem Beginn der letzten Frühjahrsoffensive der Deutschen. Im April 1918 nahm er an den Kämpfen bei Montdidier und Noyon teil; am 27. Juni unterstützte sein Großverband die 1. Garde-Infanterie-Division unter Prinz Eitel Friedrich von Preußen bei der Erstürmung des Chemin des Dames. Anfang Juli blieb die 33. Infanterie-Division kurzzeitig als Reserve der OHL auf Abruf und war ab Mitte Juli 1918 an Abwehrkämpfen zwischen Marne und Oise beteiligt. Während des Rückzugs ab September wurde Schönbergs Division in der Champagne eingesetzt und stand bei Kriegsende im November 1918 noch an der Maasfront.